# Harold Laycoe
Harold Richardson Laycoe, dit Hal Laycoe, (né le 23 juin 1922 à Sutherland, dans la province de la Saskatchewan au Canada — mort le 29 avril 1998) est un joueur professionnel puis un entraîneur de hockey sur glace.

## Biographie

### Carrière de joueur
Après avoir débuté au niveau junior avec les Dodgers de Saskatoon de la Ligue de hockey junior de la Saskatchewan, il rejoint les Quakers de Saskatoon et passe au niveau sénior avant de se retrouver avec la Navy de Toronto puis la Navy de Winnipeg lors de la Seconde Guerre mondiale.
Au terme de la guerre, Laycoe fait ses débuts dans la Ligue nationale de hockey avec les Rangers de New York en 1945-1946. Il reste avec ces derniers durant deux saisons avant de passer à l'été 1947 aux mains des Canadiens de Montréal pour qui il évolue durant trois saisons.
Échangé aux Bruins de Boston en 1951, il reste avec eux durant les six saisons suivantes, aidant les Bruins à atteindre la finale de la Coupe Stanley en 1953. Le 13 mars 1955, sa bagarre avec Maurice Richard est le déclencheur de l'émeute du 17 mars suivant.
À la suite de ses années avec les Bruins, il annonce son retrait de la compétition en tant que joueur.

### Carrière d'entraîneur
À la suite de son retrait en tant que joueur, il accepte le poste d'entraîneur-chef des Royals de New Westminster de la Western Hockey League, poste qu'il conserve jusqu'en 1959. Il quitte l'organisation lorsque celle-ci est transférée vers Victoria.
Il se joint au Buckaroos de Portland en 1960 et reste avec ses derniers durant les neuf saisons suivantes, guidant l'équipe au championnat de la WHL en 1965.
En 1969-1970, il débute comme entraîneur-chef dans la LNH avec les Kings de Los Angeles, cependant les insuccès de l'équipe lui coûtent son poste après seulement 24 parties. La saison suivante, il rejoint les Canucks de Vancouver qu'il dirige durant deux saisons avant de prendre sa retraite en 1972.

## Statistiques de joueur

### Statistiques en club
| Saison     | Équipe                     | Ligue      |     | Saison régulière | Saison régulière | Saison régulière | Saison régulière | Saison régulière |   | Séries éliminatoires | Séries éliminatoires | Séries éliminatoires | Séries éliminatoires | Séries éliminatoires |
| Saison     | Équipe                     | Ligue      | PJ  | B                | A                | Pts              | Pun              | PJ               | B | A                    | Pts                  | Pun                  |                      |                      |
| 1939-1940  | Dodgers de Saskatoon       | LHJS       | 4   | 1                | 5                | 6                | 6                | 2                | 0 | 4                    | 4                    | 4                    |                      |                      |
| 1940-1941  | Quakers de Saskatoon       | LHJS       | 11  | 12               | 11               | 23               | 13               | 2                | 3 | 4                    | 7                    | 0                    |                      |                      |
| 1940-1941  | Quakers de Saskatoon       | Memorial   |     |                  |                  |                  |                  | 10               | 4 | 8                    | 12                   | 22                   |                      |                      |
| 1941-1942  | Quakers de Saskatoon       | LHS        | 28  | 14               | 13               | 27               | 27               | 9                | 3 | 4                    | 7                    | 4                    |                      |                      |
| 1941-1942  | Quakers de Saskatoon       | Allan      |     |                  |                  |                  |                  | 4                | 0 | 1                    | 1                    | 0                    |                      |                      |
| 1942-1943  | Postal Corps d'Ottawa      | LHCO       | 1   | 0                | 0                | 0                | 0                |                  |   |                      |                      |                      |                      |                      |
| 1943-1944  | Navy de Toronto            | AHOsr.     | 14  | 6                | 6                | 12               | 4                |                  |   |                      |                      |                      |                      |                      |
| 1943-1944  | People's Credit de Toronto | TIHL       | 9   | 3                | 1                | 4                | 2                | 9                | 2 | 6                    | 8                    | 11                   |                      |                      |
| 1944-1945  | Navy de Winnipeg           | WNDHL      | 15  | 10               | 15               | 25               | 8                | 5                | 5 | 8                    | 13                   | 0                    |                      |                      |
| 1945-1946  | Rangers de New York        | LNH        | 17  | 0                | 2                | 2                | 6                |                  |   |                      |                      |                      |                      |                      |
| 1945-1946  | Rovers de New York         | EAHL       | 35  | 7                | 22               | 29               | 25               |                  |   |                      |                      |                      |                      |                      |
| 1946-1947  | Rangers de New York        | LNH        | 58  | 1                | 12               | 13               | 25               |                  |   |                      |                      |                      |                      |                      |
| 1947-1948  | Canadiens de Montréal      | LNH        | 14  | 1                | 2                | 3                | 4                |                  |   |                      |                      |                      |                      |                      |
| 1947-1948  | Bisons de Buffalo          | LAH        | 45  | 8                | 25               | 33               | 36               | 8                | 2 | 0                    | 2                    | 15                   |                      |                      |
| 1948-1949  | Canadiens de Montréal      | LNH        | 51  | 3                | 5                | 8                | 31               | 7                | 0 | 1                    | 1                    | 13                   |                      |                      |
| 1949-1950  | Canadiens de Montréal      | LNH        | 30  | 0                | 2                | 2                | 21               | 2                | 0 | 0                    | 0                    | 0                    |                      |                      |
| 1950-1951  | Canadiens de Montréal      | LNH        | 38  | 0                | 2                | 2                | 25               |                  |   |                      |                      |                      |                      |                      |
| 1950-1951  | Bruins de Boston           | LNH        | 6   | 1                | 1                | 2                | 4                | 6                | 0 | 1                    | 1                    | 5                    |                      |                      |
| 1951-1952  | Bruins de Boston           | LNH        | 70  | 5                | 7                | 12               | 61               | 7                | 1 | 1                    | 2                    | 11                   |                      |                      |
| 1952-1953  | Bruins de Boston           | LNH        | 54  | 2                | 10               | 12               | 36               | 11               | 0 | 2                    | 2                    | 10                   |                      |                      |
| 1953-1954  | Bruins de Boston           | LNH        | 58  | 3                | 16               | 19               | 29               | 2                | 0 | 0                    | 0                    | 0                    |                      |                      |
| 1954-1955  | Bruins de Boston           | LNH        | 70  | 4                | 13               | 17               | 34               | 5                | 1 | 0                    | 1                    | 0                    |                      |                      |
| 1955-1956  | Bruins de Boston           | LNH        | 65  | 5                | 5                | 10               | 16               |                  |   |                      |                      |                      |                      |                      |
| Totaux LNH | Totaux LNH                 | Totaux LNH | 531 | 25               | 77               | 102              | 292              | 40               | 2 | 5                    | 7                    | 39                   |                      |                      |

### Statistiques d'entraîneur
| 1956-1957 | Royals de New Westminster | WHL | 70 | 34 | 31 | 5  |
| 1957-1958 | Royals de New Westminster | WHL | 70 | 39 | 28 | 3  |
| 1958-1959 | Royals de New Westminster | WHL | 70 | 23 | 45 | 2  |
| 1960-1961 | Buckaroos de Portland     | WHL | 70 | 38 | 23 | 9  |
| 1961-1962 | Buckaroos de Portland     | WHL | 70 | 42 | 23 | 5  |
| 1962-1963 | Buckaroos de Portland     | WHL | 70 | 43 | 21 | 6  |
| 1963-1964 | Buckaroos de Portland     | WHL | 70 | 33 | 30 | 7  |
| 1964-1965 | Buckaroos de Portland     | WHL | 70 | 42 | 23 | 5  |
| 1965-1966 | Buckaroos de Portland     | WHL | 70 | 43 | 24 | 5  |
| 1966-1967 | Buckaroos de Portland     | WHL | 70 | 41 | 24 | 7  |
| 1967-1968 | Buckaroos de Portland     | WHL | 70 | 40 | 26 | 6  |
| 1968-1969 | Buckaroos de Portland     | WHL | 70 | 40 | 18 | 16 |
| 1969-1970 | Kings de Los Angeles      | LNH | 24 | 5  | 18 | 1  |
| 1970-1971 | Canucks de Vancouver      | LNH | 78 | 24 | 46 | 8  |
| 1971-1972 | Canucks de Vancouver      | LNH | 78 | 20 | 50 | 8  |

## Honneurs et trophées
- Nommé dans la deuxième équipe d'étoiles de l'EAHL en 1946.

## Transactions en carrière
- 19 août 1947 : échangé par les Rangers de New York avec Joe Bell et George Robertson aux Canadiens de Montréal en retour de Buddy O'Connor et Frank Eddolls.
- 14 février 1951 : échangé par les Canadiens aux Bruins de Boston en retour de Ross Lowe.